# Fritz Diller
Fritz Diller (vollständiger Name Johann Georg Friedrich Diller)  (* 19. Januar 1875 in Gerthausen; † 5. Oktober 1946 in München) war ein deutscher Bildhauer, Medailleur und Porzellanbildner.

## Leben

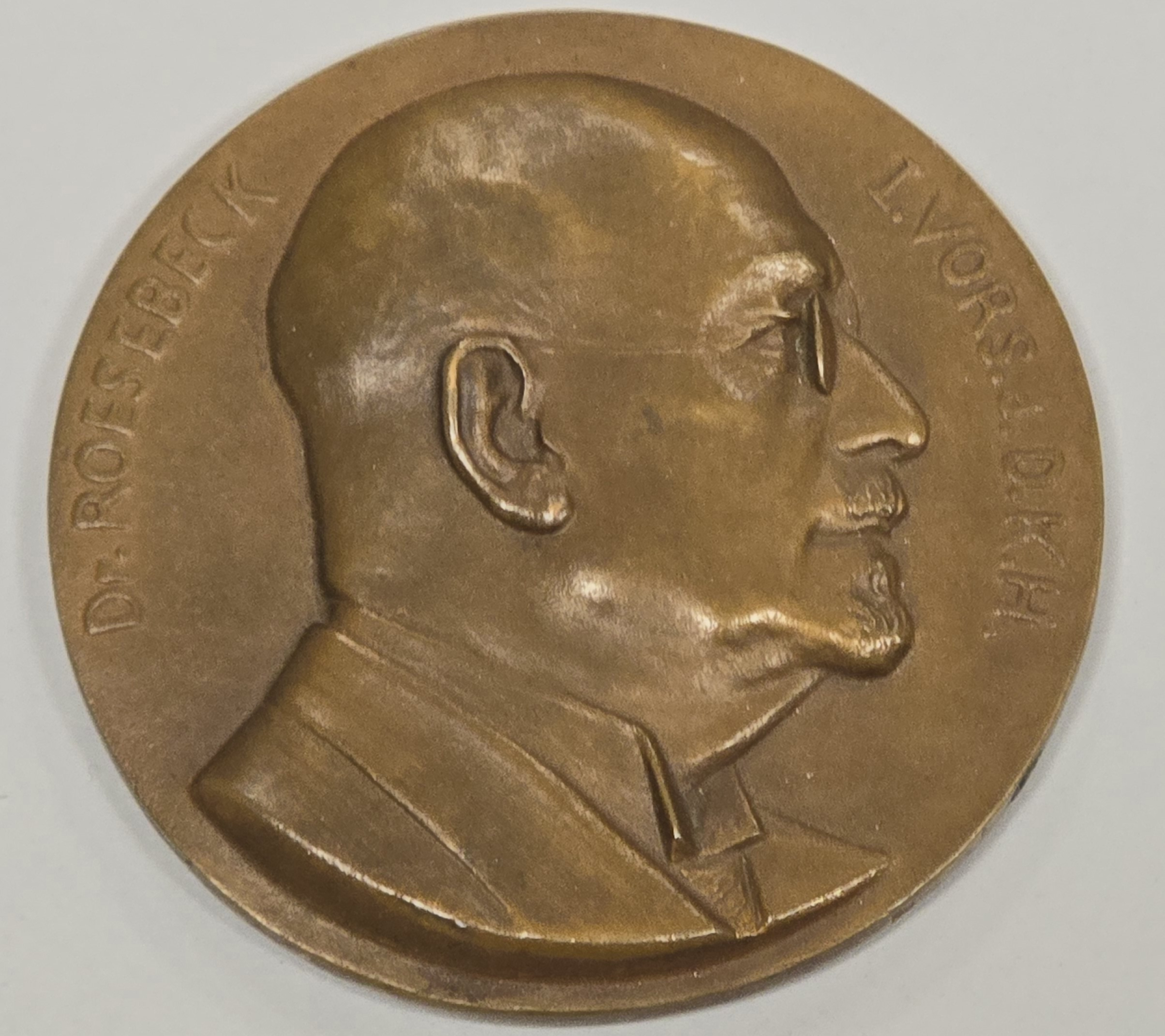
1931: Medaille mit dem Porträt des Curt Roesebeck;
von Diller zum 25. Jubiläum des Vereins Deutsches Kartell für Hundewesen

Er war der älteste Sohn des Landwirts Johann Diller und dessen Ehefrau Johanna geb. Bittorf. Im Jahr 1880 wanderten seine Eltern mit den drei jüngeren Geschwistern in die Vereinigten Staaten aus. Er verblieb bei Verwandten väterlicherseits und wuchs dort ohne seine Familie auf, die er nie wiedersah. Vor Ableistung seiner zweijährigen Militärzeit als Ersatz-Rekrut in einem  Feldartillerie-Regiment beginnend ab Oktober 1895 bis 1897 absolvierte er eine Lehre als Holzbildhauer in der Nähe von Meiningen. Später lebte und arbeitete er in seinem Lehrberuf einige Jahre in dieser Stadt. 1909 siedelte er mit seiner Familie um nach Bad Cannstatt. Dort wurde Ende 1911 noch sein jüngster Sohn Helmut geboren, der später selbst Künstler wurde. Kurze Zeit nach dessen Geburt zog die Familie Anfang des Jahres 1912 um nach Esslingen am Neckar, wo sie einige Jahre in der neu gegründeten Heimstättengenossenschaft Neckarhalde lebten. Während des Ersten Weltkriegs war er in Ulm stationiert. In dieser Zeit war er ab Mai 1916 als Lehrer an die Verwundetenschule in der Langestr. 38 abkommandiert und lehrte dort in den Fächern Gipsgießerei, Porzellanmalen, Modellieren sowie Glasätzen. Ende 1918 wurde er aus dem Militärdienst entlassen. Im Jahr 1920 zog er um nach Moosheim (Bad Saulgau), Anfang der 1930er Jahre schließlich nach Lochhausen (München), wo er bis zu seinem Tod lebte.
Diller entwarf vor allem Tierfiguren aus Porzellan und Bronze, auch als Reliefs. Darunter befanden sich mindestens 21 Hunde, Rotwild, Pferde sowie Enten, Bären, Wildschweine und andere. Er war ein gefragter Künstler, der zumeist für Manufakturen wie Rosenthal, WMF, Metzler & Ortloff und Nymphenburg arbeitete. Er lieferte auch einige wenige Entwürfe für Hutschenreuther.
Er war selbst Jäger, hatte Kontakte zu Hundezüchtervereinen und fungierte als Preisrichter bei Rassehundeausstellungen u. a. über viele Jahre für den Verein für Hundefreunde in Riedlingen.

## Privates
Er war seit 1898 verheiratet mit Hermine Huß (* 1879; † 1960). Aus der Ehe gingen eine Tochter (* 1899) und drei Söhne hervor, darunter Zwillinge (* 1901).

## Ausstellungsbeteiligungen
- 1926 Große Deutsche Kunstausstellung in Berlin (Schäferhund)
- 1938 Große Deutsche Kunstausstellung in München (Rehkitz)